# José Maria Magalhães
José Maria Magalhães foi um político brasileiro do estado de Minas Gerais. Foi eleito para deputado estadual em Minas Gerais para a 5ª legislatura na Assembleia, pela UDN.